# Муштра

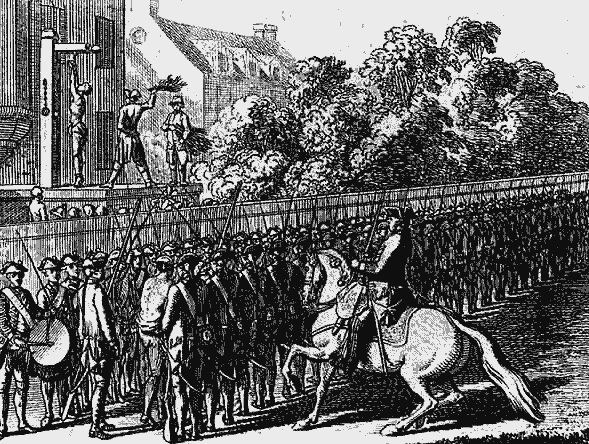
Наказание шпицрутенами на рисунке Д. Ходовецкого (1776)

Муштра́ (му́штра) (через нем. Muster — «образец», от лат. monstra — «показ, демонстрация») — система воинского обучения и воспитания, основанная на индивидуальной и коллективной строевой  подготовке, многократном повторении шаблонных приёмов и суровой воинской дисциплине.
Муштро́вка как система воинского обучения, была основана на педантичном разучивании каждого приёма, каждого элемента преподаваемого военного дела, пока совершенное исполнение не войдёт в привычку обучаемого, не обратится в автоматическое, рефлективное, почти бессознательное действие военнослужащего и формирования. Специальная система воинской муштры (дрессировки) была выработана постепенно, взамен воинского воспитания для вербованных (наёмных) войск (кондотьеры, ландскнехты, швейцарцы) и её сущность состояла в стремлении, посредством соответственных механических упражнений и жестоких наказаний (розги, палки, шпицрутены) превратить человека (солдата) в машину, в автомата, повинующегося только голосу начальника. Муштра вырабатывала маршировку — стройное движение, ровным размеренным шагом, с соблюдением установленных дистанций, интервалов, приёмов держания рук, ружья. С эпохи Фридриха Великого и до второй половины XIX столетия маршировке придавалось господствующее значение при обучении войск в мирное время в Европейских вооружённых силах.

Солдат должен бояться палки капрала больше, чем пули неприятеля— Афоризм Фридриха Великого, творца муштры

## История

### Западная Европа
Исторически отдельные элементы муштры впервые появились после изобретения фаланги. В некоторых античных государствах, в частности, в древнегреческих полисах, стало практиковаться длительное обучение слаженному движению в строю и приёмам перестроения. Благодаря такому обучению, фаланга из чисто оборонительного построения превратилась в грозную наступательную силу. Наиболее сильно элементы муштры проявились в Спарте — спартанцы с юных лет подвергались военному воспитанию с применением физических наказаний. В V веке Брасид составил из илотов боеспособное войско с помощью строжайшей дисциплины и серьёзного обучения строю.
В древнем Риме войско было построена на строгой дисциплине, производилось длительное обучение, проводились смотры (сохранилась наскальная надпись о смотре, произведённом императором Адрианом). Упражнение пехоты в маршировке под такт, с соблюдением строя, ровным (plenus gradus) и ускоренным шагом, в военном деле, называлось Амбула́ция (Ambulatio). Однако с варваризацией римского войска муштра исчезла. В феодальной Европе военное обучение феодалов приняло другие формы, несовместимые с муштрой.
Появление ручного огнестрельного оружия, имевшего низкую скорострельность, привело к возрождению боевых построений и строевой подготовки. Благодаря появлению абсолютизма возникли большие постоянные пехотные армии. Изобретение муштры современного типа связано с именем Морица Оранского — главнокомандующего армией Голландской республики с 1590 года. Он основал линейную тактику, начал единообразное обучение войск, ввёл военную дисциплину.
Следующий шаг по развитию муштры был сделан в Швеции. Король Густав II Адольф, правивший в 1611—1632 годах, провёл ряд военных реформ. Сочетая рекрутскую повинность населения с вербовкой наёмников, он создал мощную армию. Введя муштру и телесные наказания, король добился манёвренности и слаженности движения войск. Это привело ко многим славным победам Швеции при Густаве II и его преемниках: в русско-шведских войнах 1610—1615 и 1656—1658 годов, в войнах с Речью Посполитой 1600—1611 и 1617—1629 годов, в Тридцатилетней войне 1618—1648 годов, в датско-шведских войнах 1643—1645 и 1657—1660 годов, в Северной войне 1655—1660 годов, сделавших Швецию одной из сильнейших держав Европы.
Расцвет классической муштры произошёл благодаря Бранденбургско-Прусскому государству. Именно в нём появился термин Muster в значении «муштра». В прусской армии строевая подготовка происходила непрерывно с апреля по июнь в течение всего светлого времени суток. Господствовала палочная дисциплина под девизом: солдат должен бояться палки своего капрала больше, чем вражеской пули. Часто проводились смотры, в которых проверялось тщательное выполнение строевых перестроений. Благодаря муштре бранденбургская армия хорошо показала себя в Тридцатилетней войне. В Пруссии получили распространение суровые формы крепостного права (т. н. «Второе издание крепостничества»). С 1701 года была введена обязательная воинская повинность. Кроме того, королевские вербовщики хватали молодых людей по всей стране. (М. В. Ломоносов, пойманный прусскими вербовщиками, подвергался муштре в течение нескольких недель, прежде чем сумел дезертировать). Без муштры было невозможно создать боеспособную армию из людей, согнанных принудительно. Наивысшего расцвета достигла муштра при Фридрихе Великом. Его армия выиграла две Силезские войны, нанесла ряд поражений австрийцам и французам в Семилетней войне (но была побеждена русской армией), захватила часть Польши.
С конца XVII века обучение в форме муштры стало широко распространяться и в других странах Европы.
На рубеже XVIII—XIX веков победы войск американских сепаратистов, революционной Франции и Наполеона привели к серьёзным сомнениям в необходимости муштры. Охваченные энтузиазмом французы не нуждались в палочной дисциплине, а артиллерия Карно и Наполеона легко расстреливала сомкнутые ряды противника. Начиная с этого времени, муштра в большинстве стран пошла на убыль, но в Пруссии и России этот процесс происходил довольно медленно.

### Российская империя

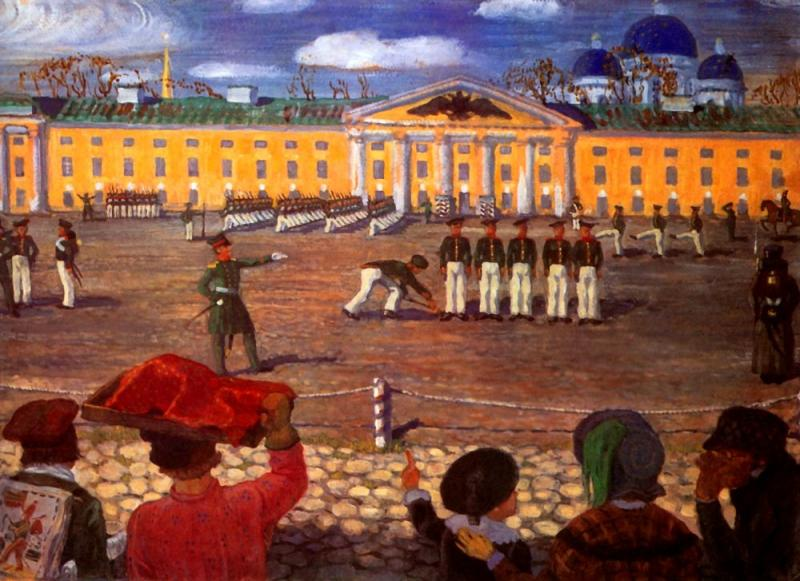
Учения Измайловского полка в николаевской России

В России термин «муштра» появился при Петре I. При нём начались принудительные наборы рекрутов, в основном из крепостных крестьян, которые под строгим руководством иноземных офицеров обучались строевой подготовке и ружейным приёмам. Петр I ввёл в армии наказания шпицрутенами за дисциплинарные проступки. Был создан Воинский устав Петра I, отличавшийся крайней суровостью. Новобранцев клеймили порохом для облегчения поимки в случае побега. Благодаря муштре были одержаны победы над восставшими стрельцами, а затем и над более грозными противниками, в том числе и знаменитая победа над шведами в Полтавской битве.
Введённая Петром новая система обучения с изменениями просуществовала вплоть до 1917 года. С её помощью российские войска одержали немало побед, в частности, под командованием таких полководцев, как Суворов, Кутузов, Багратион, таких флотоводцев, как Ушаков и Нахимов. С именами этих военачальников связаны значительное смягчение муштры и уклон в сторону боевых учений.
В 1796 году после прихода к власти Павла вводится гатчинская муштра. Ввод шага: положение ноги и носка под острый угол и с силой бить о брусчатку плаца. Так ходила муштра в Русской армии, затем так шагала — Советская армия (с 1946 года), вторым по старшинству считался караул почётной армии ГДР — прямой наследник Прусской армии.
В XIX — начале XX века некоторые писатели России, в частности, Герцен, Толстой, Чернышевский, Куприн, выступали против муштры, но безуспешно.
С начала Февральской революции 1917 года из гвардии, армии и флота исчезла не только муштра, но и дисциплина. Во время Гражданской войны и интервенции в России Красная Армия, как и большинство её противников, не использовала муштру. В 1920-х—1930-х годах некоторые элементы муштры (в частности, строевая подготовка, парады) были возрождены и сохраняются по сей день, но в целом муштра стала достоянием истории.

## Цели и достоинства муштры
В наставлениях XVIII века чаще всего перечисляются следующие цели и достоинства муштры:
- обучение военнослужащего, имевшее цель придать ему военную выправку — особую, весьма натянутую, воинскую манеру держаться в строю и вне строя[10];
- элемент физической подготовки;
- выработка совершенного исполнения оружейных и строевых приёмов для действия в бою[3];
- приучение солдат к повиновению офицерам;
- создание привычки к мгновенному исполнению приказов;
- закрепление приёмов перестроения, залповой стрельбы и так далее, необходимых в линейной тактике.

## Недостатки муштры
- Отучение солдат от самостоятельности и инициативы;
- Противостояние и неприязнь между солдатами и офицерами;
- Подверженность панике при потере твёрдого командования.